# Sam Vincent
James Samuel „Sam” Vincent (ur. 18 maja 1963 w Lansing) – amerykański koszykarz występujący na pozycji rozgrywającego, mistrz NBA z 1986 roku, po zakończeniu kariery zawodniczej trener koszykarski, aktualnie selekcjoner reprezentacji Jamajki mężczyzn.
W 1981 został wybrany najlepszym koszykarzem szkół średnich stanu Michigan (Mr Basketball). Wystąpił też w meczu gwiazd amerykańskich szkół średnich - McDonald’s All-American.

## Osiągnięcia
Na podstawie, o ile nie zaznaczono inaczej.
NCAA
- Uczestnik turnieju NCAA (1985)
- Zaliczony do:
  - II składu All-American (1985 przez NABC)
  - III składu All-American (1985 przez AP, UPI)
- Michigan State Spartans team MVP (1983–1985)

NBA
- Mistrz NBA (1986)[1]
- Wicemistrz NBA (1987)[1]

Inne
- 3. miejsce w Pucharze Saporty (1994)

Trenerskie
- Mistrz:
  - NBDL (2003)
  - Afryki kobiet (2003)
- Brązowy medalista mistrzostw Afryki mężczyzn (2005)
- Uczestnik:
  - mistrzostw świata z męską reprezentacją Nigerii (2006 – 14 m.)
  - igrzysk olimpijskich z żeńską reprezentacją Nigerii (2004 – 11 m.)
  - mistrzostw Ameryki z:
    - męską reprezentacją Jamajki (2013 – 8 m.)
    - żeńską reprezentacją Jamajki (2011 – 8 m.)

  - mistrzostw Azji z męską reprezentacją Libanu (2011 – 6 m.)